# Afganisztán
Afganisztán, hivatalos nevén Afganisztáni Iszlám Emirátus (pastu nyelven د افغانستان اسلامي امارت, perzsául امارت اسلامی افغانستان) Ázsia szívében fekvő, szárazfölddel határolt ország Közép-Ázsia és Dél-Ázsia találkozásánál. Délen és keleten főleg Pakisztán, nyugaton Irán, északon Türkmenisztán, Üzbegisztán és Tádzsikisztán, északkeleten Kína határolja.
A Magyarországnál mintegy hétszer nagyobb ország túlnyomó része száraz hegyvidék. Legnagyobb városa és fővárosa Kabul.
Afganisztán etnikai csoportok színes mozaikja és találkozási pont Nyugat és Kelet között. A vándorlás és a kereskedelem egyik központja volt történelme során. Területét irányította az Óperzsa Birodalom, Nagy Sándor, az Omajjádok, az Abbászidák, különböző török birodalmak, például Timur Lenké, a Mongol Birodalom, a Brit Birodalom, a Szovjetunió, a Talibán és az Amerikai Egyesült Államok.
Az 1970-es évek vége óta a történelmét kiterjedt háborúskodások jellemzik, beleértve a puccsokat, külföldi inváziókat, lázadásokat és polgárháborúkat. 
2021-ben a tálibok szerezték meg újra a hatalmat, ezzel véget ért a 2001–2021-es háború, az Amerikai Egyesült Államok leghosszabb háborúja.
Afganisztán gazdag természeti erőforrásokban, köztük lítiumban, vasban, cinkben és rézben. 2020 táján világszinten a hasis második legnagyobb termelője, de az egyik legnagyobb sáfrány  és kasmírgyapjú termelő is.
Az elmúlt évtizedek háborús hatásai miatt az ország magas szintű terrorizmussal, szegénységgel és a gyermekek alultápláltságával küzdött. A világ legkevésbé fejlett országai közé tartozik.
Politikailag instabil, jellemző rá a szélsőségesség, a radikalizmus, a korrupció.

## Etimológia
Az ország nevének jelentése: „az afgánok földje”. Egyes tudósok szerint az „afghán” név a szanszkrit aśvakan vagy assakan szóból származik, amelyet a Hindukus ősi lakóira használtak. Az aśvakan szó szerint "lovasokat" vagy "lótenyésztőket" jelent.  Mások azonban, – például Ibrahim Khan, – azt állították, hogy az afgán szó a baktriaiból származik.
Történelmileg az afgán nevet az pastu etnikumra használták. 
A név arab és perzsa alakja: az afġān, először egy 10. századi földrajzkönyvben, a Hudud al-'Alam-ban jelenik meg.

## Földrajz
A Magyarországnál hétszer nagyobb Afganisztán alakja rendkívül sajátos: a Hindukus hegyeiben húzódó, hosszú, keskeny keleti nyúlványa választja el egymástól a tőle északra fekvő Tádzsikisztánt Pakisztántól és Indiától. Északon még Üzbegisztánnal és Türkmenisztánnal, keleten Kínával, nyugaton Iránnal határos; tengerpartja nincs. Területének legnagyobb, központi része mély völgyekkel szabdalt, magas hegyvidék. Legmagasabb pontja a Hindukusban található Novsak (7485 méter).
Ásványkincsekben gazdag. Délkeleten arany, ezüst, réz, ón, vasérc lelőhelyek vannak; északkeleten drágakövek és féldrágakövek (lazurit, smaragd, azurit) találhatók, északon pedig jelentőssé válhat a kőolaj- és földgázkészlet. Az országban ezen kívül található urán, szén, króm, talkum, barit, kén, grafit és kősó. Ez a jelentős ásványkincs lényegében kihasználatlan a szovjet megszállás és az azt követő polgárháború hatására. A közeli jövőre tervezik a kitermelés megindítását.

### Domborzata

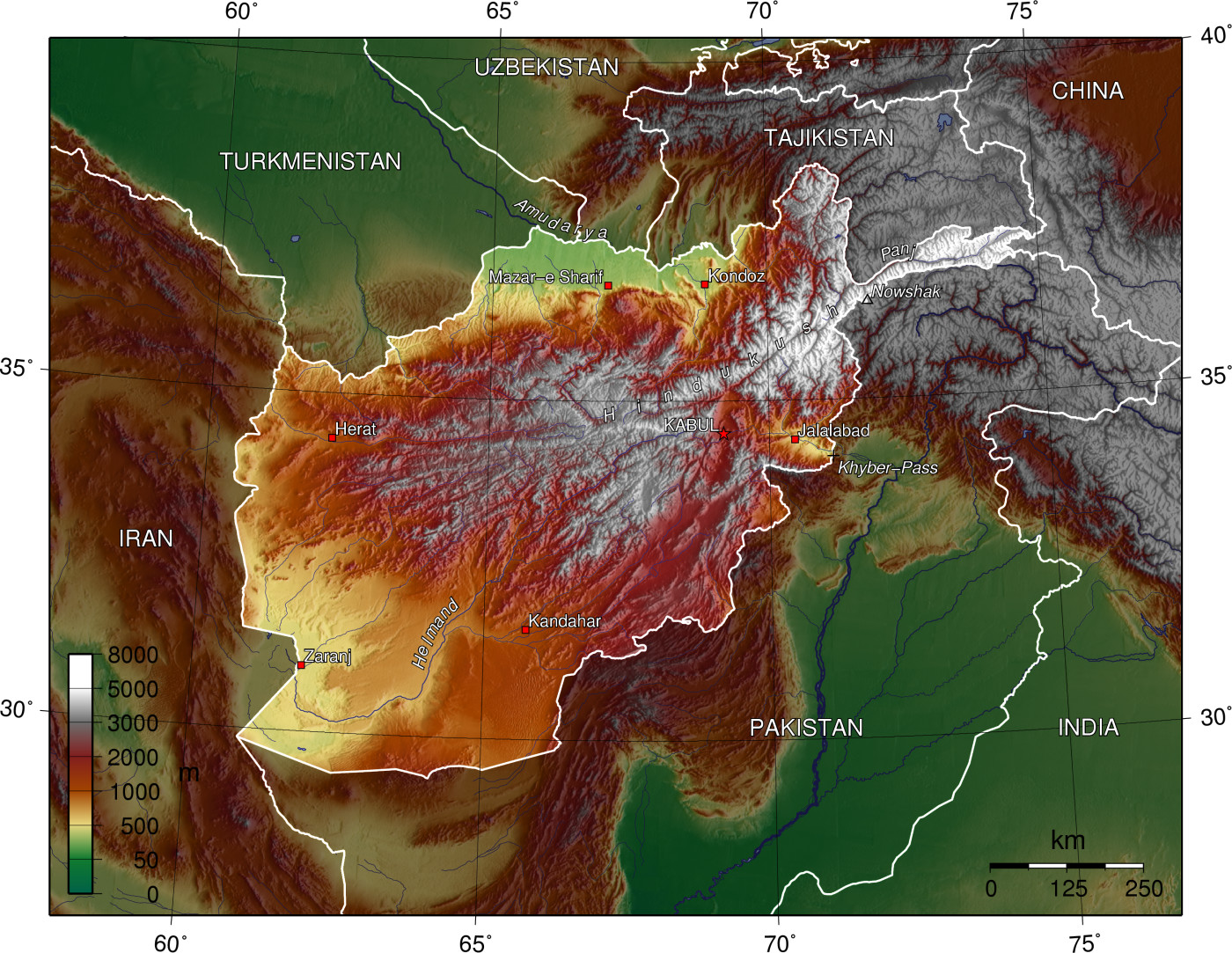
Afganisztán domborzati térképe

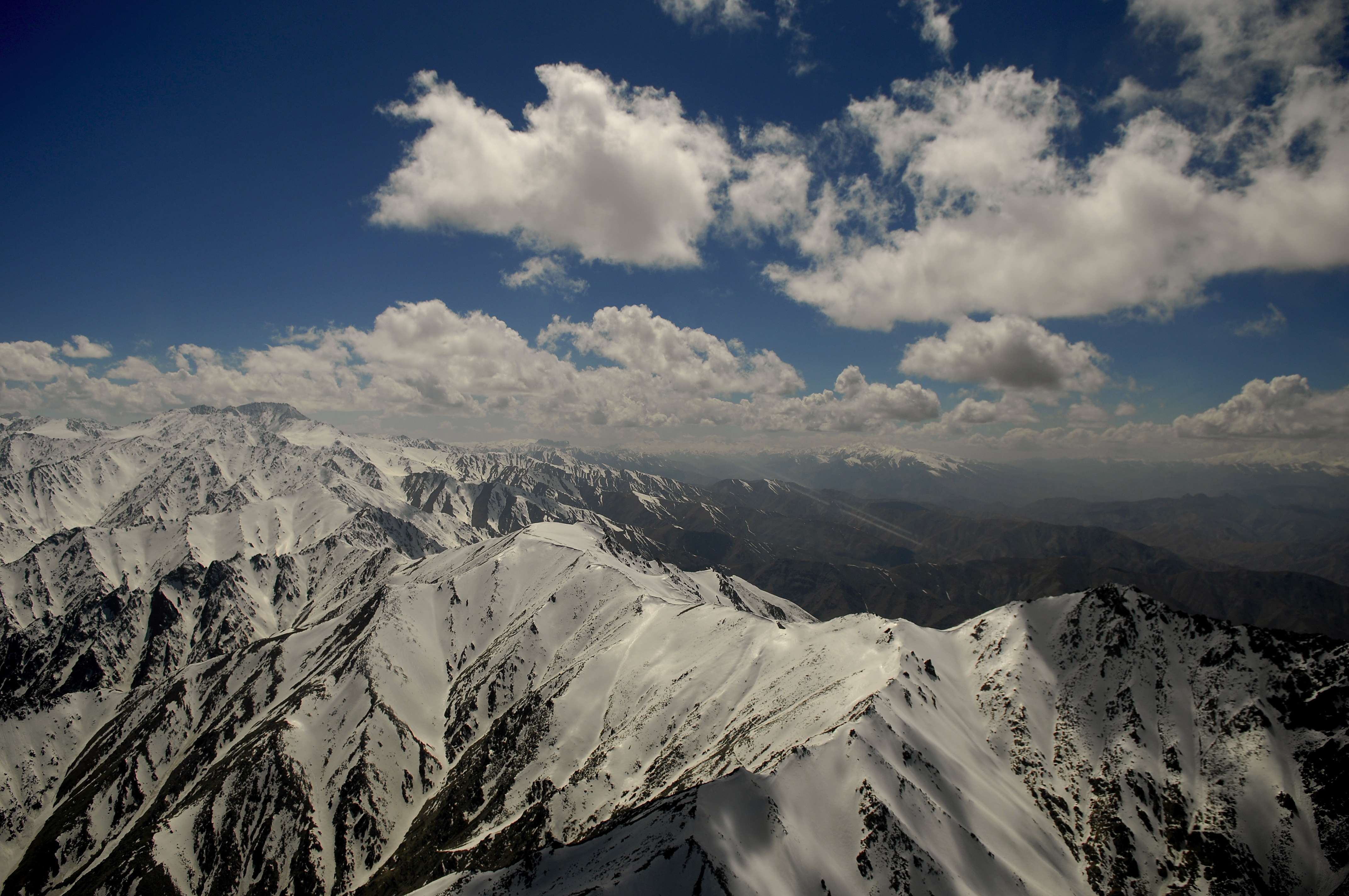
A Hindukus hegyei

Az ország területének háromnegyed része hegyvidék. A Hindukus csúcsai 4000–7000 méterig emelkednek; az ország legmagasabb pontja a Novsak (7485 m). Legalacsonyabb pontja az Amu-darja folyó mentén van, 258 m. Az ország középső részén a hegyek alacsonyabbak; a hegyvidék több ágra szakad. A hegyvidéket nagy szerkezeti vonalak mentén mélyen bevágódott völgyek szabdalják fel.
A Hindukusból Indiába a Hajbár-hágón át vezet az út. Ezt a stratégiai pontot a környék minden, magára valamit is adó birodalma, illetve uralkodója megpróbálta ellenőrzése alá vonni. A Hindukusnak a hágó és az ország központi része közötti, keskeny szakasza a Vāhān-hegység. Kabultól nyugatra a Bāmijān és a Kuhe Bābā hegyláncai húzódnak. A hegyvidék legnyugatibb gerince (északnyugaton) a Szaféd-Kāh, Az ország középső részéből délnyugatra nyúló gerincvonulat a Hazardzsát.
Az északi határvidék lösszel borított síkság, illetve alacsony dombvidék. Kelet felé a hegyek az Indus medencéje felé lejtenek. Délen és délnyugaton az Afgán-medence lefolyástalan félsivatag; ennek a Helmand nagy kanyarjában elterülő része a Dasti-Margo.

### Vízrajza
Az ország vízrajzát alapvetően a központi hegyvidék határozza meg: jelentősebb vízfolyásai – az ettől északra folyó, a Hindukusban eredő Amu-darja kivételével – ezen a hegyvidéken erednek és innen folynak szét a szélrózsa valamennyi irányába. Az Amu-darja 960 km hossza az ország északi határa.
További, fontosabb folyók:
- Kabul (az azonos nevű fővároson át kelet felé; az Indus egyik legfontosabb mellékvize),
- Helmand (délnyugatra, az Afgán-medencébe) – a Hazardzsáttól délre ömlik belé legnagyobb mellékvize, az Arghandah;
- Faräh (délnyugatra, az Afgán-medencébe),
- Itari-rud (nyugatra, az iráni-afgán határ egy lefolyástalan területébe).

A Helmand a Föld 37. legnagyobb vízgyűjtő folyója, vízgyűjtőjű területe mintegy 500 ezer km².

### Éghajlata
Az ország legnagyobb részének éghajlata száraz kontinentális, mivel a Hindukus hegylánca elzárja az országot az Indiai-óceán felől érkező monszuntól. Ezeken a részeken mind az évszakos, mind a napi hőingás igen nagy. Eső jóformán csak márciustól májusig hullik. A déli-délnyugati rész félsivatag, illetve sivatag; a Kabul folyó völgye és az északi határvidék mediterrán éghajlatú. A hegységekben az éghajlat értelemszerűen hegyvidéki; az ország területének jelentős része a hóhatár (4700–5200 m) fölött fekszik.

### Élővilág, természetvédelem

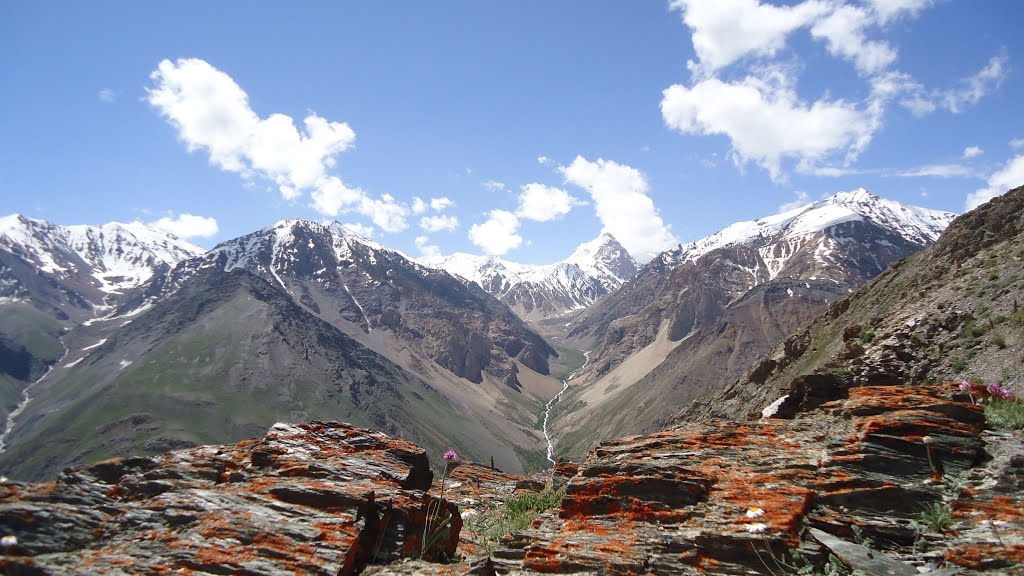
Wakhan-régió

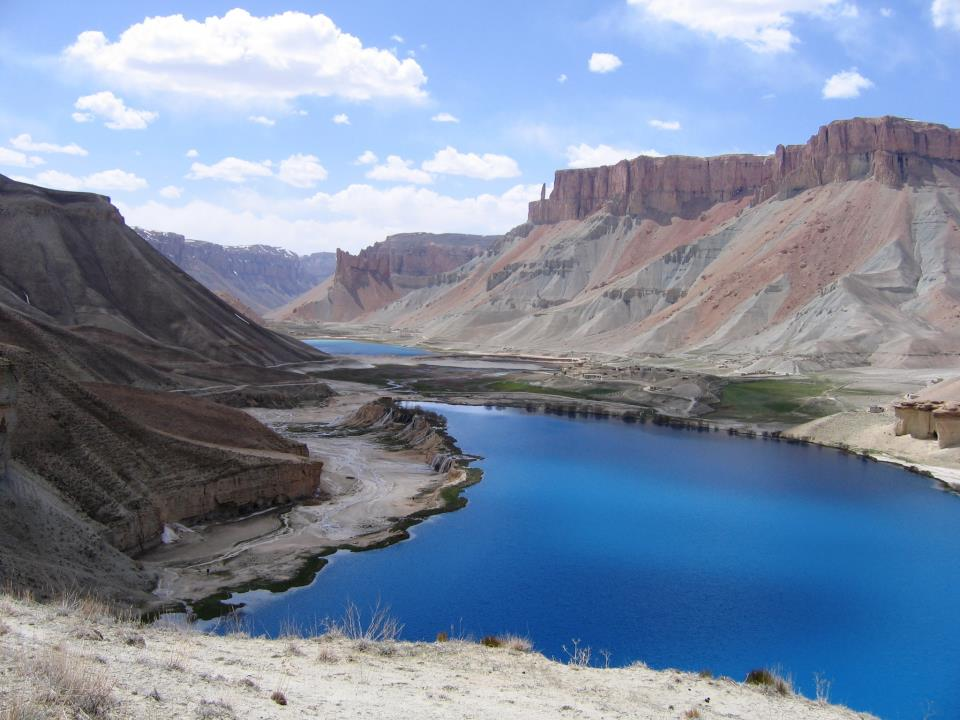
Band-e Amir Nemzeti Park, Afganisztán Grand Canyon-ja

Afganisztánban számos emlősfaj él. A hópárducok, a szibériai tigrisek és a barnamedvék a magasan fekvő alpesi tundra régiókban élnek. Az ún. Marco Polo juhok a Wakhan-folyosó régióban élnek, az ország északkeleti részén. Rókák, farkasok, vidrák, szarvasok, vadjuhok, hiúzok és más nagymacskák népesítik be a keleti hegyvidéki erdővidéket. A félsivatagos északi síkságokon a vadon élő állatok közé tartoznak a különféle madarak, sünök és a nagyragadozók, például a sakálok és a hiénák. Gazellák, vaddisznók és sakálok élnek a déli és nyugati sztyeppei síkságokon, míg a déli félsivatagban mongúzok és gepárdok fordulnak elő.
Az afgán agár egy őshonos kutyafajta, amely nagyobb sebességéről és hosszú szőréről ismert; nyugaton viszonylag ismertté vált.
Afganisztán endemikus faunája között megtalálható többek között az afgán repülő mókus (Eoglaucomys fimbriatus baberi), az afgán havasipinty, az afgán leopárdgekkó (Eublepharis macularius afghanicus), a Wheeleria parviflorellus stb.
Lásd még: Afgán gímszarvas és Afgán róka

#### Védett területek
Számos régió védett területként van kijelölve; három nemzeti park van: 
- Band-e Amir (perzsa: بند امیر), Bamián tartományban található, Afganisztán Grand Canyonjaként jellemzik,[21]
- Wakhan; a 2014-ben alapított park az egész Wakhan kerületet magában foglalja, a Pamír-hegység és a Hindukus közötti Wakhan-folyosó mentén,[22][23][24][25]
- Nurisztán, a park a Pakisztánnal határos Nurisztán keleti hegyvidéki részét foglalja magába.[26]

## Történelem
Bár a modern afgán államot 1747-ben alapította Ahmad Sah Durrani, az ország története a régmúltba nyúlik vissza. Ásatások azt mutatják, hogy a mai Afganisztán területén már 50 000 évvel ezelőtt emberek éltek, és a terület földművelő közösségei valószínűleg a legrégebbiek a világon.
Afganisztán egyedülálló találkozási pontja a különböző indoeurópai civilizációknak, akik itt érintkezésbe kerültek és gyakran harcoltak egymással. Emiatt fontos helye a korai történelemnek. Az idők során a területen számos nép fordult meg, köztük árja (indo-iráni) törzsek. Sokan hódították meg, köztük a médek és a Perzsa Birodalom, Nagy Sándor, kusánok, heftaliták, arabok, török és mongol népek. A jelenkorban sikertelenül próbálták meg leigázni a britek és a szovjetek, legújabban az amerikaiak és szövetségeseik. Másrészt az itteni népek többször meghódították az iráni fennsíkot és az indiai szubkontinenst és birodalmakat alapítottak ott.
Lásd még: Afganisztán uralkodóinak listája

Herát erődje Nagy Sándor koráig eredeztethető, amely többször megsemmisült, majd mindannyiszor újraépítették

### Az iszlám előtti kor
I. e. 2000 és 1200 között indoeurópai nyelvű árják hatoltak át a mai Észak-Afganisztánon. Nem bizonyított, hogy ezek az árják innen erednének. De innen haladtak tovább dél felé Indiába és nyugatra Perzsiába és onnan Európába. Közülük kerültek a Média és az akhaimenida Perzsia uralkodói olyan nevekkel, mint Aryānām Xšaθra és Airyānem Vāejah. Az árják őshazájaként szóba jön még Anatólia, Délkelet-Ázsia, Irán, Észak-India, attól függően, hogyan állapítják meg a vándorlás irányát. Később a szászánida és a még későbbi uralmak idején a területet "Erānshahr"-nak (perzsa Īrānšahr) hívták, ami szó szerint "az árják birtoka".
Bizonyos meggondolások szerint a zoroasztrizmus is a mai Afganisztánban alakult ki i. e. 1800 és 800 között, mert Zarathustra Balhban élt és halt meg. Balh városa ma Afganisztánban van. Ebben a régióban beszélték az avesztaiként emlegetett északkeleti iráni nyelvet a zoroasztriánizmus elterjedése idején. Az i. e. 6. század közepén a Médiát az Akhaimenidák átalakították Perzsiává, ennek a határai között volt a mai Afganisztán i. e. 330-ig, amikor Nagy Sándor meghódította a vidéket. Nagy Sándor rövid megszállása után hellenisztikus utódállamok, a Szeleukidák és Baktria ellenőrizték a térséget addig, amíg délnyugati részét India felől el nem foglalta egy időre a Maurja Birodalom, elterjesztette a buddhizmust errefelé, majd visszakerült a régió baktriai uralom alá.

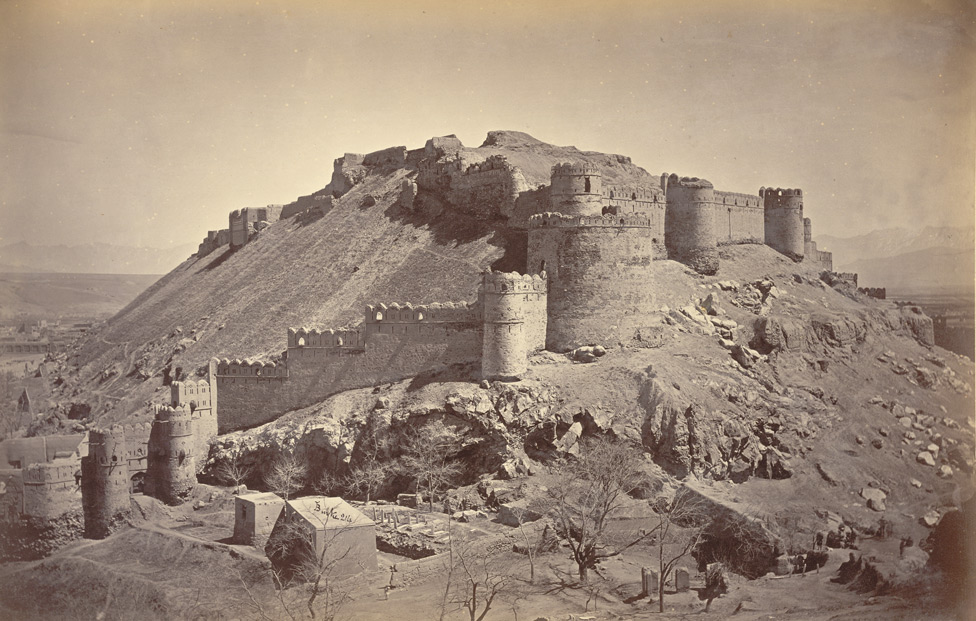
A Bala Hissar ősi fellegvára a középkorban, eredete az ókorba nyúlik vissza, Kabul (1879-es fotó)

Időszámításunk első 3 századában a kusánok hatalmas birodalmának központja volt a mai Afganisztánban, akik támogatták a buddhista kultúrát. A kusánok a szászánidáktól szenvedtek döntő vereséget a harmadik században. Különböző helyi uralkodók címeikben továbbra is kusánoknak hívták magukat (ezeket hívják általában kusano-szászánidáknak), de ezek többé-kevésbé a szászánidáktól függtek. Az utolsó kusánokat, a velük részben rokon műveltségű, fehér hunok követték, akik 425-557 között a Heftalita Birodalmat e területre is kiterjesztették. A heftalitákat I. Huszrau verte le 557-ben, és visszaállította a szászánida uralmat Perzsia felett. A kusánok és a heftaliták maradványai alapították Kabulisztán kis dinasztiáját, akiket kusano-heftalitáknak vagy Kabul-sahoknak hívnak, és később a muszlim seregek verték le őket.

### Iszlám hódítás

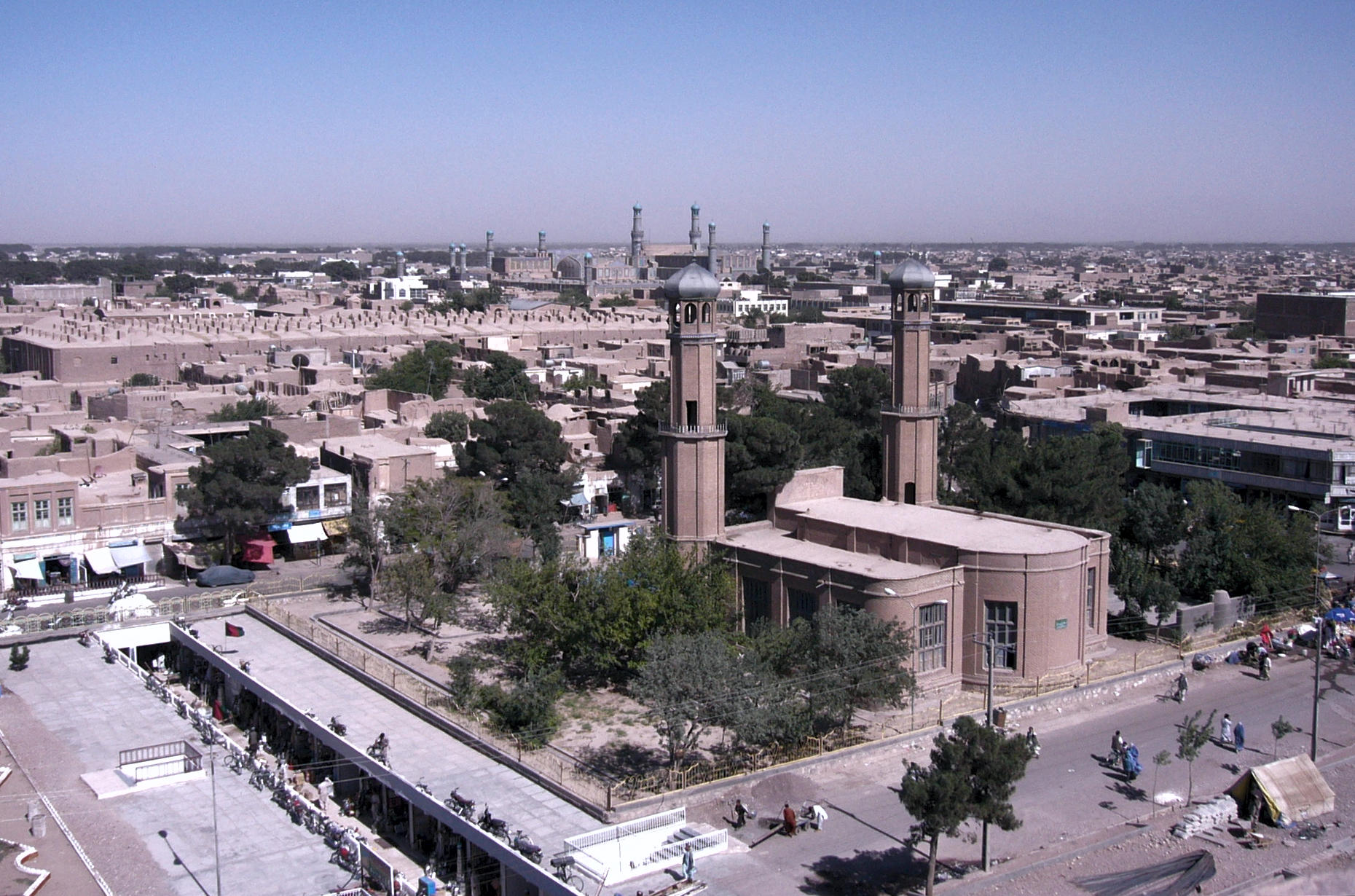
Herát

A középkortól a tizenkilencedik századig ezt a vidéket Horászán részének tekintették. Horászán számos fontos központja a mai Afganisztánban van, mint Balh, Herát, Gazni, Kabul. Ebben az időszakban terjedt el az iszlám a térségben.
Az afgán régió több fontos birodalom központja volt, ilyen a számánidák (875-999), a gaznavidák (977-1187), a szeldzsuk törökök (1037-1194), a guridák (1149-1212) és a timuridák (1370-1506) birodalma. A gaznavidák időszaka Gazni, a timuridák ideje Herát számára a fénykor volt.
1219-ben Dzsingisz kán elpusztította az országot. Uralmát az Ilhánok örökölték, az ő uralmuk eltartott Timur Lenk (Tamerlán) hódításáig, aki egész Közép-Ázsia ura volt. 1504-ben Bábur, Timur Lenk és Dzsingisz kán leszármazottja megalapította a Mogul Birodalmat Kabul fővárossal. Az 1700-as évek elején Afganisztánt különböző csoportok ellenőrizték: az üzbégek északon, a szafavidák nyugaton és a maradék legnagyobb részén a mogulok vagy önkormányzó helyi afgán törzsek.

### Hotaki-dinasztia
1709-ben  a Ghilzai törzsből származó Mir Wais Hotak megdöntötte és megölte Kandahar szafavida kormányzóját, Gurgin kánt. Ezt követően legyőzte a perzsákat, akik Kandahár népét megpróbálták az iszlám szunnita irányzatáról a síitára téríteni. Kandahár vidékének ura maradt 1715-ös haláláig. Utódja fia, Mir Mahmud Hotaki lett. 1722-ben Mir Mahmud afgán sereget vezetett a mai Irán területén található Iszfahán ellen, kirabolta a várost és önmagát perzsa királlyá nyilvánította. A lakosság nagy többsége elutasította az afgán uralmat és fellázadt. Az afgánok helyiek ezreit ölték meg - beleértve több mint 3000 vallástudóst, nemest, meg a Szafavida-dinasztia tagjait – míg végül Perzsia új uralkodója, Nádir perzsa sah megdöntötte a Hotaki-dinasztia hatalmát.

### A modern afgán állam megalakulása

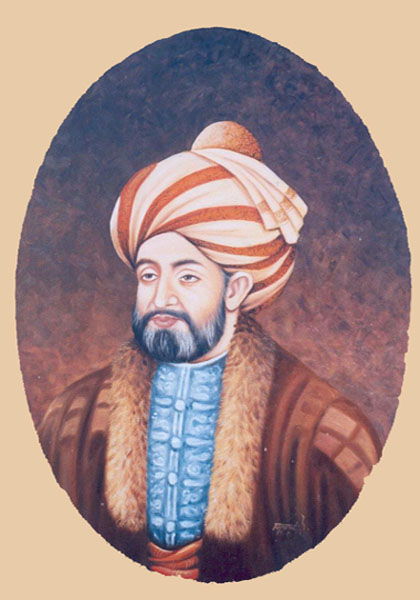
Ahmad Shah Durrani 1747 és 1772 között Afganisztán első királya

1738-ban Nadir sah és hadserege, soraiban négyezer afgánnal az abdali törzsből, elfoglalta Kandahar körzetét. Ugyanebben az évben megszállták Ghazni, Kabul és Lahor városokat. 1747. június 19-én Nadir sahot meggyilkolták, valószínűleg unokaöccse, Ali Qoli terve alapján. Ugyanebben az évben Nadir sah egyik katonai parancsnoka és személyes testőre, az abdali törzsből származó Ahmad Sah Durrani összehívta az afgán törzsfőnökök tanácsát a helyzet megvitatására. Az afgánok Kandaharban gyűltek össze és elismerték Ahmad sahot királyuknak. Azóta általánosan ezt az eseményt tekintik a modern Afganisztán megszületésének. Beiktatását követően törzsi nevét Durranira változtatta, ami a gyöngy jelentésű perzsa durr szóból származik.
1751-ben a sah serege meghódította a mai Afganisztán területét, ezen felül Pakisztánt, Irán Horászán és Kúhisztán tartományait, valamint elérte Delhit Indiában. 1772 októberében Ahmad sah lemondott és visszavonult Kandahár melletti otthonába, Marufba, ahol békében meghalt. Utóda a fia, Timur Sah Durrani lett, aki a fővárost Kandahárból Kabulba telepítette át. Timur 1793-ban halt meg és fia, Zaman Sah Durrani követte az uralomban.

### Európai befolyás

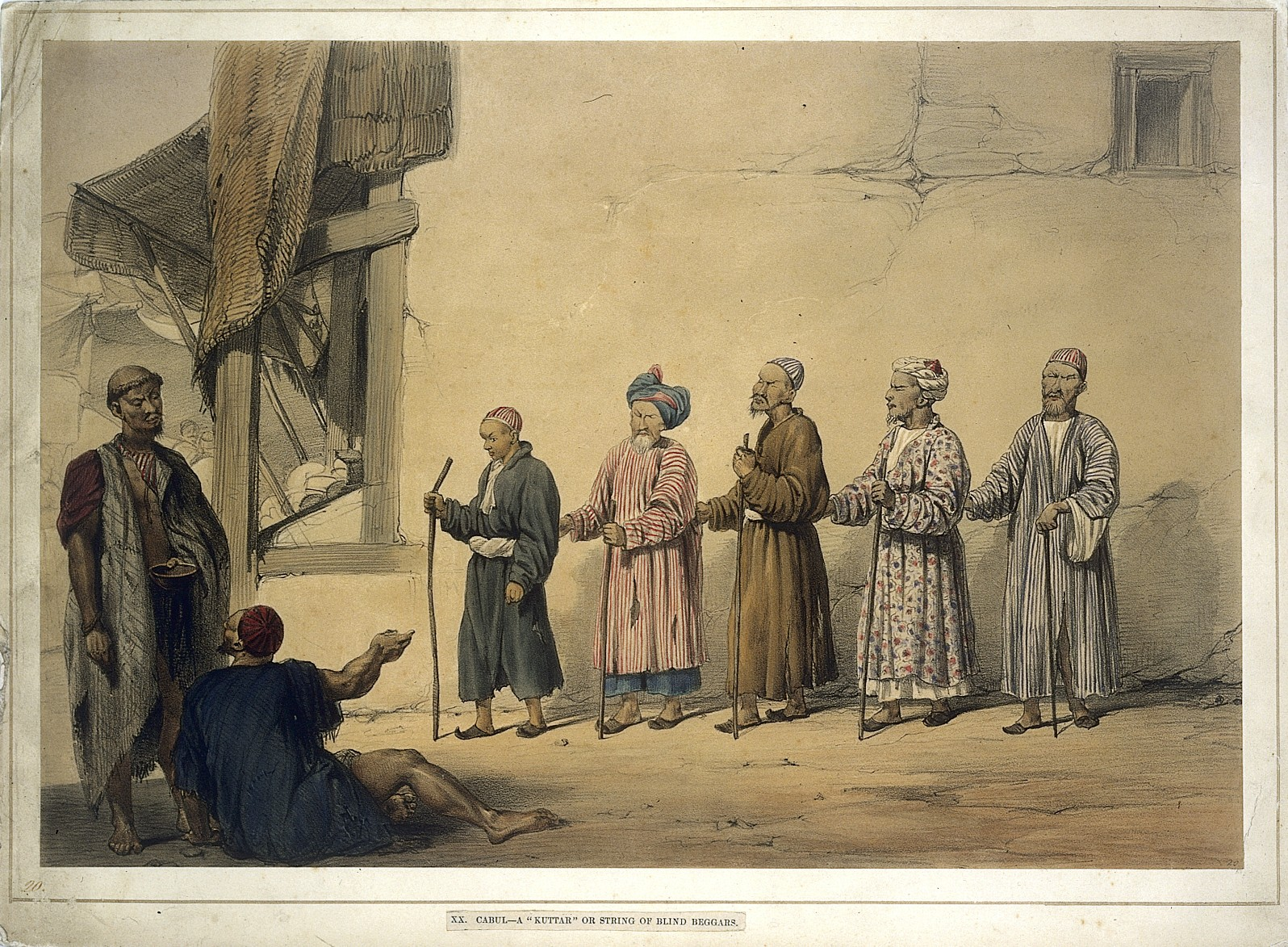
XIX. századi afgán koldusok

A 19. században közepén kiéleződött a viszály a Brit Birodalommal, amelynek következtében kitört az (első brit–afgán háború, ezt 1878-ban és 1919-ben még kettő követte. A Barakzai-dinasztia uralma alatt így Afganisztán elvesztette területének nagy részét és autonómiáját az Egyesült Királyság javára.
Amanullah kán 1919-es trónra lépéséig erős volt a brit befolyás, ekkor azonban Afganisztán visszanyerte teljes függetlenségét a külügyek tekintetében. A brit intervenció idején az afgánok által lakott területet megosztották a Durand-vonal mentén. Ez a brit befolyás határa volt és ez lett később Afganisztán államhatára Brit-India, majd Pakisztán felől. Így az afgánok (pastuk) lakta terület ma is Afganisztán és Pakisztán között oszlik meg.
A stabilitás leghosszabb időszaka Afganisztánban 1933 és 1973 között volt, Zahir sah király uralma alatt.
1973-ban Zahir sah mostohatestvére, Daud kán miniszterelnök vértelen államcsínyt hajtott végre. 1978-ban a kánt családjával együtt meggyilkolták, amikor a kommunista Afgán Demokratikus Néppárt puccsot hajtott végre és eltávolította a kormányzatot.

### Szovjet beavatkozás és polgárháború
A hidegháborús stratégiának megfelelően 1979-ben az Egyesült Államok kormánya Jimmy Carter elnök és Zbigniew Brzezinski nemzetbiztonsági főtanácsadó vezetésével titokban megkezdte a kormányellenes mudzsahedek felszerelését és kiképzését a pakisztáni titkosszolgálatot (Inter Services Intelligence - ISI) is felhasználva. A helyi baloldali erők megsegítésére a Szovjetunió - hivatkozva a két ország között 1978-ban aláírt barátsági, együttműködési és kölcsönös segítségnyújtási szerződésre - 1979. december 24-én bevonult Afganisztánba. Az invázióban százezernél több szovjet katona vett részt, akiket támogatott az afgán kommunista erők százezernél jóval több katonája. A szovjet megszállás (különböző becslések szerint) 600 000 - 2 000 000 afgán civil halálához vezetett. Ötmilliónál több afgán menekült Pakisztánba, Iránba és a világ többi részére. A nemzetközi nyomás és a mindkét oldal által elszenvedett nagy veszteségek hatására a Szovjetunió 1989-ben kivonult az országból.
Az Afgán Demokratikus Köztársaságból való szovjet kivonulás az Egyesült Államok ideológiai győzelme volt, amely három elnöki perióduson át támogatta a mudzsahedeket, hogy az olajban gazdag Perzsa-öblöt megóvja a szovjet befolyástól.
A szovjet erők kivonulását követően az Egyesült Államok és szövetségesei csak csekély segítséget nyújtottak a háborúban elpusztult országnak. A Szovjetunió 1992-ig Muhammad Nadzsibullah elnököt, az afgán titkosszolgálat korábbi főnökét támogatta, ám ekkor az új orosz kormány megtagadta, hogy olajtermékeket adjon el a Nadzsibullah-rezsimnek. A harcok eredményeként az afgán elit nagy része elmenekült az országból. A mudzsahedinek győzelme után is folytatódtak a harcok, átmenetileg a helyi hadurak szerezték meg az államhatalmat. A folyamatos harcok csúcspontja 1994-ben volt, amikor egyedül Kabulban 10 000 embert öltek meg. Káosz és korrupció uralkodott a szovjetek utáni Afganisztánban, ebből emelkedett ki a Talibán. A Talibánt vallási-politikai erők alapították, és 1996-ban elfoglalták a fővárost is. 2000 végére a tálibok elfoglalták az ország területének 95%-át, az ellenzék erői, a síita tádzsik és üzbég kisebbséget tömörítő Északi Szövetség Ahmad Sah Maszud katonai vezető irányításával csak az északkeleti országrészt, Badahsán tartományt tudta megtartani. A Talibán a saría jogrendszer nagyon szigorú interpretációjáról ismert, amely a saría bevezetésével akarja elérni a célját, hogy egy 14. századi teokráciát hozzon létre, ahol a nőknek nincsenek jogaik és mindenkinek muszlimmá kell válnia. Ennek érdekében az iszlám erkölcsi és morális vezérelvei szerint kezeket vágnak le, embereket köveznek halálra.
A tálibok hétéves uralma idején súlyosan korlátozták a lakosság szabadságát és az emberi jogokat, például betiltották nem csak a sajtót, hanem még a fényképezést is. A nőket eltiltották a pénzkeresettől, a lányokat kitiltották az iskolákból és az egyetemekről. Az ellenszegülőket azonnal megbüntették. A kommunistákat szisztematikusan felkutatták és kézfejük vagy karjuk levágásával büntették őket. Említésre méltó, hogy 2001-re szinte minden kiadásukat az ópiumtermesztésből fedezték.

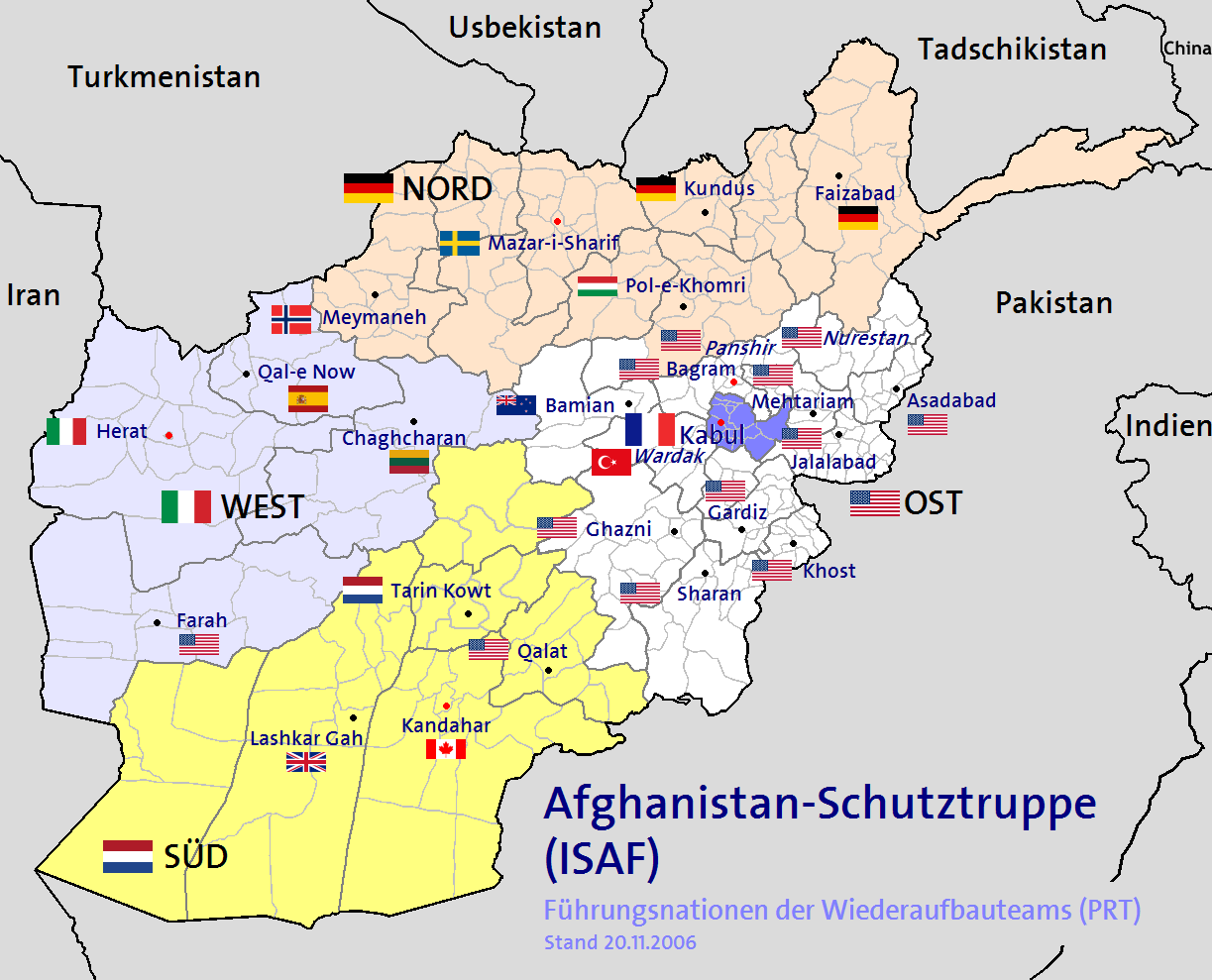
A ISAF műveleti felosztásának térképe (2007-es állapot)

### Afganisztáni háború

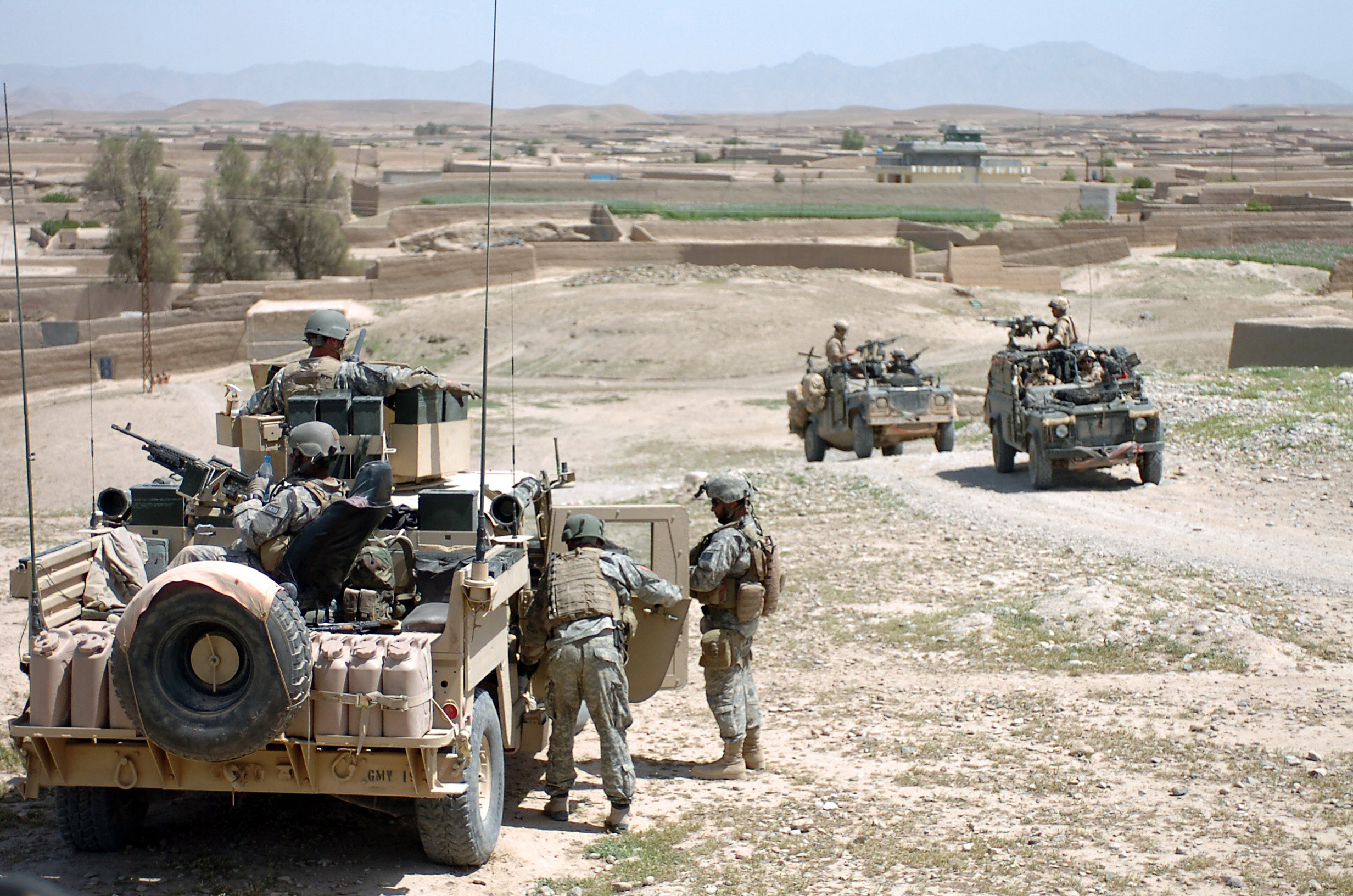
Amerikai és angol katonák Afganisztánban (2007)

Az al-Káida sikeres merényletet hajtott végre 2001. szeptember 9-én az Északi Szövetség vezetője, Ahmad Sah Maszud tábornok ellen. A néhány nappal ezt követő 2001. szeptember 11-ei támadás után az Egyesült Államok hadjáratot indított az al-Káida terrorista szervezet kiképző táborainak elpusztítására Afganisztánban. Az Egyesült Államok katonái azt is feladatul kapták, hogy kényszerítsék a Talibán kormányát, adja ki Oszáma bin Ládent és számos más al-Káida tagot. Az Egyesült Államok emiatt felvette a kapcsolatot korábbi afgán mudzsahedinekkel. Ugyanennek az évnek decemberében korábbi afgán mudzsahedinek és a diaszpóra vezetői találkoztak Németországban és tervet fogadtak el az új afgán demokratikus kormány megalakítására, ennek eredménye volt Hamid Karzai kinevezése az afgán átmeneti hatóság élére. Hamid Karzai pastu, az Afganisztán déli részén fekvő Kandahárból származik.
A 2002-ben megtartott törzsfőnöki tanácskozás, a Loja Dzsirga Karzait elismerte Afganisztán ideiglenes elnökének. A NATO 2003 augusztusában átvette az Nemzetközi Biztonsági Közreműködő Erő (ISAF) főparancsnokságát. A 2003-ban megtartott Loja Dzsirga új alkotmányt fogadott el, amely 2004 januárjában lépett hatályba. A 2004 októberében megtartott választásokon Hamid Karzai győzött és az Afganisztáni Iszlám Köztársaság elnöke lett. Képviselőválasztást 2005 szeptemberében tartottak. A Nemzetgyűlés - az első szabadon választott törvényhozás Afganisztánban 1973 óta - 2005 decemberében ült össze, soraiban nőkkel. Az országban folytatódik az újjáépítés, harc a szegénységgel, a rossz infrastruktúrával, az aknákkal és más fel nem robbant harci anyagokkal, és a nagyméretű máktermesztéssel és ópiumkereskedelemmel. 2017-ben rekordtermést, 9000 tonna ópiumot állítottak elő az országban. A korrupció és gazdasági fejletlenség miatt az elmaradott afgán vidékek lakosságának nincs más lehetősége a megélhetésre, csak az ópium. Afganisztán továbbra is heves politikai harcok színtere. Folytatódnak a tálib felkelők akciói, veszélyt jelentenek az al-Káida csekély maradványainak támadásai. 2007 elején a tálibok növekvő jelenlétére válaszul az Egyesült Államok növelte csapatai létszámát. 2007. január 16-án számolt be az Associated Press riportere, Robert Burns arról, hogy „Az Egyesült Államok tisztjei szerint a pakisztáni katonákkal való tálibellenes együttműködésben vak vezet világtalant.” Továbbá: „A felkelők támadásainak száma 300%-kal nőtt 2006 szeptembere óta, ami annak a következménye, hogy a pakisztáni kormány békeszerződést kötött az északi Vazirisztán terület törzsi vezetőivel Afganisztán keleti határai mentén. Erről amerikai hírszerző tisztek számoltak be.”
Magyar katonák szinte a kezdetektől részt vesznek a NATO-hadműveletekben: először csak egy orvosi kontingens, majd 2003-ban egy lövészszázad is kiutazott. (Lásd: MH Tartományi Újjáépítési Csoport) Munkájuk főleg járőrözésből, kísérési és szociális feladatokból állt.
Az afgán fegyveres erőkben egy idő után már nem csak férfiak szolgáltak. A modern Afganisztán első női pilótája, Nilufar Rahmani 2013. május 14-én vette át kitüntetését.

#### Tálib hatalomátvétel (2021)

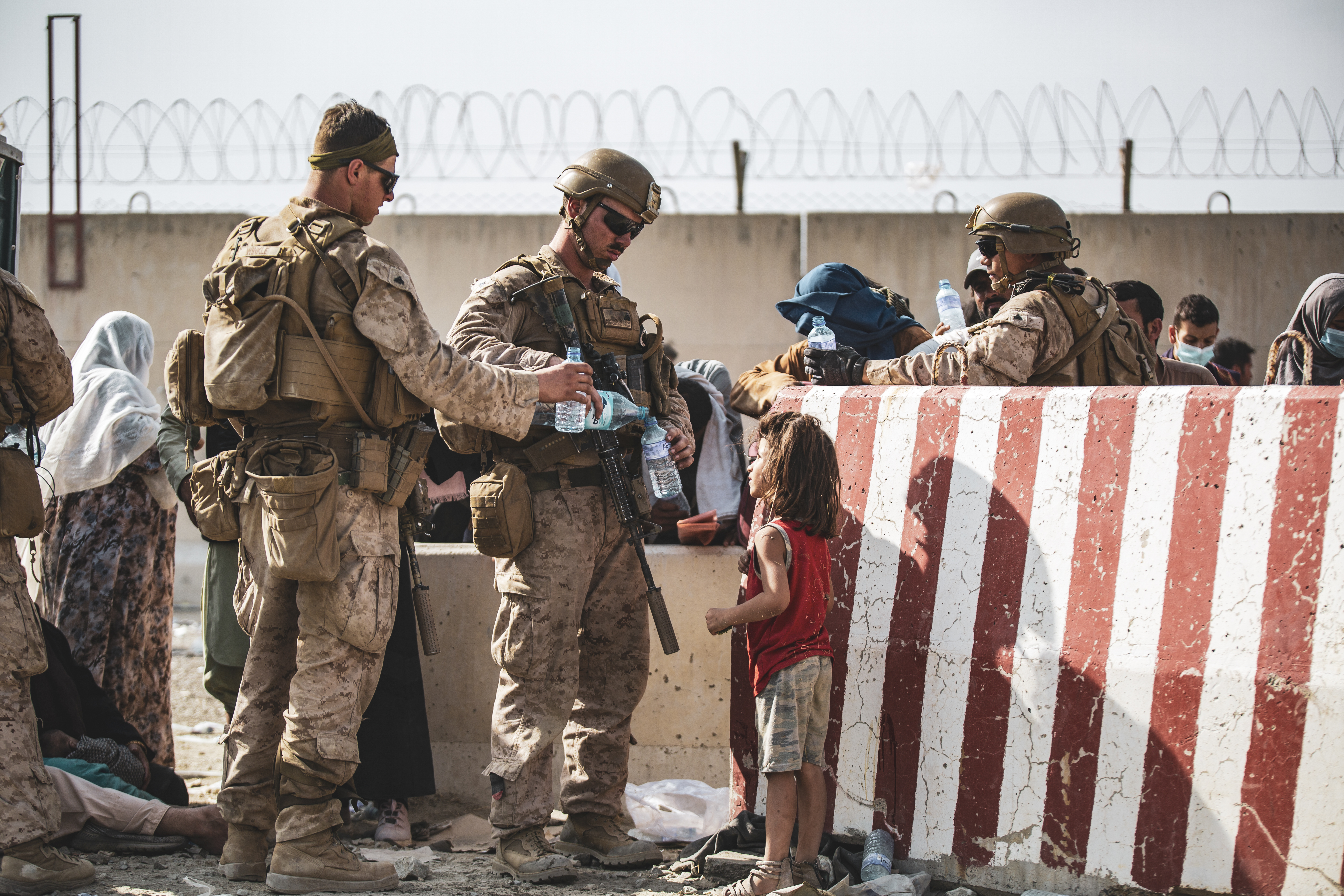
Két amerikai tengerészgyalogos megosztja vizét egy fiatal afgán lánnyal a Hamid Karzai nemzetközi repülőtéren 2021. augusztus 21-én

2020 novemberében Donald Trump amerikai elnök csapatkivonást rendelt el, aminek eredményeképpen 2021 januárjában már csak 2500-2500 amerikai katona állomásozott az országban. Ezt követően törvénybe iktatta a teljes amerikai csapatkivonást, ennek következtében Joe Biden amerikai elnök 2021 áprilisban bejelentette, hogy még az év szeptemberéig kivonják a csapataikat az országból. Jens Stoltenberg NATO főtitkár 2021. április 14-én bejelentette, hogy a szövetség május 1-jéig megkezdi csapatainak kivonását Afganisztánból. Nem sokkal azután, hogy a NATO csapatok elkezdték a kivonulást, a tálibok offenzívát indítottak az afgán kormány ellen, és gyorsan előrenyomultak az összeomló afgán kormányerők által. Alig három hét alatt az ország jelentős területét és a tartományi székhelyeket elfoglalták. A tálibok 2021. augusztus 15-én foglalták el Kabul-t. Számos külföldi diplomatát, az afgán kormánytisztviselőit, köztük Ashraf Ghani elnököt evakuálták az országból, valamint sok afgán civil kísérelt meg velük együtt elmenekülni az országból. Másnap megalakult egy magas rangú államférfiak vezette nem hivatalos „koordinációs tanács”, amely az Afganisztáni Iszlám Köztársaság állami intézményeit a tálibokhoz ruházta át. Augusztus 17-én Amrulla Száleh alelnök kikiáltotta magát ideiglenes elnöknek, és bejelentette, hogy Amád Masszoudal együtt tálib ellenes frontot hoznak létre több mint 6000 katonával a Pandzsír-völgyben. Szeptember 6-ára azonban a tálibok átvették az irányítást Pandzsír tartomány nagy részén, az ellenállók pedig visszavonultak a hegyekbe. Végül szeptember közepén Száleh és Masszoud feladták a völgyet és a szomszédos Tádzsikisztánba menekültek.
Egy amerikai katonai kutató intézet szerint 2001 és 2021 között 176 ezer ember vesztette életét a konfliktusban, köztük 46 319 civil. Egy másik intézet szerint több mint 210 ezer ember vesztette életét a háborúban. A 2001-es inváziót követően több mint 5,7 millió menekült tért vissza Afganisztánba. 2021-ben azonban 2,6 millió afgán maradt menekültként, elsősorban Iránban és Pakisztánban, további 4 millióan pedig más országokban.
A 2021. szeptember 7-én felálló tálib kormányt Hibatulla Ahundzáda emír és Hászán Akhund megbízott miniszterelnök vezették. Ennek következtében két kormány alakult ki. A de jure Afganisztáni Iszlám Köztársaság, Amrulla Száleh vezetésével és a de facto Afganisztáni Iszlamista Emírség, Hibatulla Ahundzáda emír vezetésével. Akhund egyike a tálibok négy alapítójának, kinevezését a mérsékeltek és a keményvonalasok közötti kompromisszumnak tekintették. A tálib kormány 2021. szeptember 20-án Szuháil Saheen nevezte ki Afganisztán állandó ENSZ képviselőjévé, de az ENSZ elutasította, mivel nem ismerik el a tálib kormányt és a száműzetésben lévő kormánnyal dolgoznak együtt.
A nyugati nemzetek felfüggesztették az Afganisztánnak nyújtott humanitárius segélyeik nagy részét, miután a tálibok 2021 augusztusában elfoglalták az országot. A Világbank és a Nemzetközi Valutaalap is leállította a kifizetéseket. 2021 októberében Afganisztán 40 milliós lakosának több mint a fele akut élelmiszerhiánnyal küzdött. A Human Rights Watch intézet 2021. november 11-i jelentése szerint Afganisztánt széles körű éhínség fenyegeti, gazdasági és bankválság miatt.
Bár a hadiállapot 2021-ben véget ért az országban, a fegyveres konfliktusok továbbra is fennállnak egyes régiókban. A tálibok és az ISIS helyi szervezete, valamint a tálibok elleni felkelők között.
A hatalomba való visszatérést követően a tálibok jelentősen megküzdöttek a korrupcióval és korrupció ellenes törvényeket hoztak meg, 2022-ben a 150. helyre jöttek fel a 2011-es 180. helyről a korrupcióérzékelési index országok listáján.
A szomszédos Pakisztán jelentős támogatást nyújtott a tálibok második hatalomátvételéhez, amiért a tálib-pakisztáni viszony megváltozott és ellenségessé vált, amely 2024 végétől véres határvillongásokban nyilvánult meg.

## Politika és közigazgatás

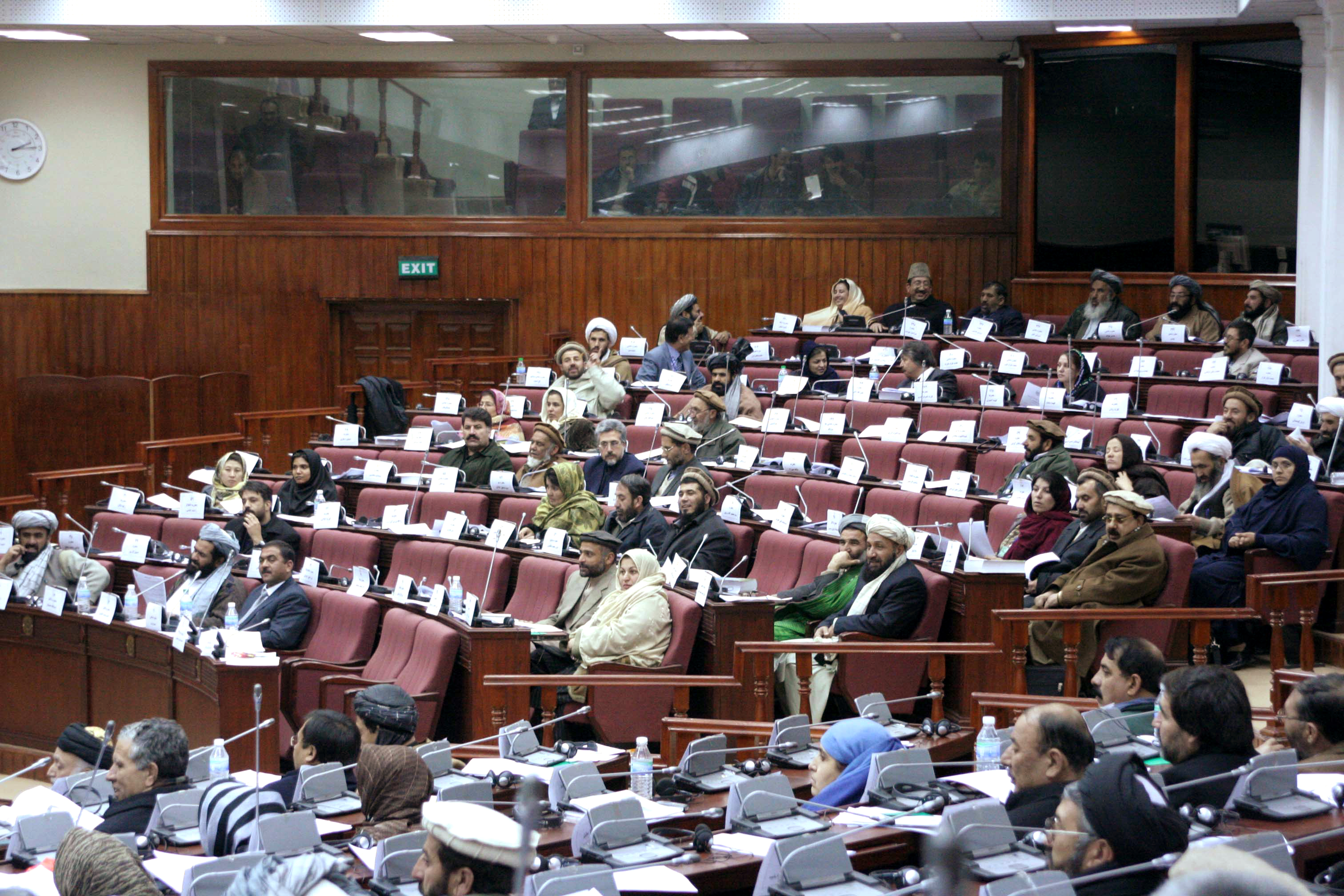
A parlament ülésterme

Az afganisztáni kormányzás hagyományos formája a loya dzsirga (nagygyűlés), a pastu vezetők találkozója, amelyet főként új államfő megválasztására , új alkotmány elfogadására, vagy nemzeti vagy regionális kérdésekre szerveztek. A loya dzsirgákat legalább 1747 óta tartják, a legutóbbi 2020 nyarán volt.

### Alkotmány, államforma
Afganisztán a katonai diktatúra kivételével a 20. században volt monarchia, kommunista köztársaság, teokratikus állam. 2020 táján iszlám köztársaság, kormányformáját tekintve pedig elnöki rendszerű.
A 2021-es tálib hatalomátvétel után az országot Iszlám Emirátussá nyilvánították. Egy ideiglenes miniszterelnököt és két helyettest neveztek ki az Amir al-Mu'minin néven ismert államfő vezetése alatt.

### Törvényhozás, végrehajtás, igazságszolgáltatás

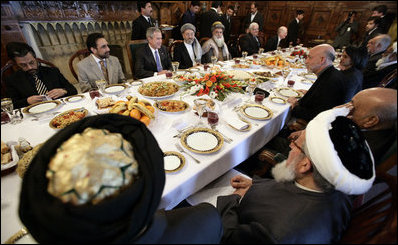
Afgán politikusok tárgyalnak az amerikai elnökkel annak 2006-os látogatása idején, Kabulban

A 2003-as alkotmány a hatalmi ágak szétválasztásával (törvényhozó, végrehajtó és bírói hatalom) egy, az iszlámon alapuló köztársaságot hozott létre. Afganisztán elnöke 2021. augusztus 15-i lemondásáig és elmeneküléséig Ashraf Ghani volt.

### Emberi jogok
A homoszexualitás tabu az afgán társadalomban. A Büntető Törvénykönyv szerint a homoszexuálist egy évig terjedő szabadságvesztéssel büntetik, de a saría törvények végrehajtásával akár halállal is büntethető.
2022 májusa óta minden afganisztáni nőnek kötelező az egész testet elfedő ruha (burka) viselése a nyilvános helyeken (ami csak a szemét hagyja fedetlenül).
Az olyan vallási kisebbségek, mint a szikhek, hinduk  és a keresztények, a jelentések szerint üldöztetéssel szembesülnek az országban.

### Korrupció
A Transparency International 2016-os adata alapján a legkorruptabb országok egyike.

### Politikai pártok
Afganisztánban nincsenek politikai pártok, az országot a tálib mozgalom irányítja. Kabultól észak-keletre a Pandzsír-völgy az egyetlen, amely nem ismerte el a központi hatalmat.[mikor?]

### Közigazgatási beosztás

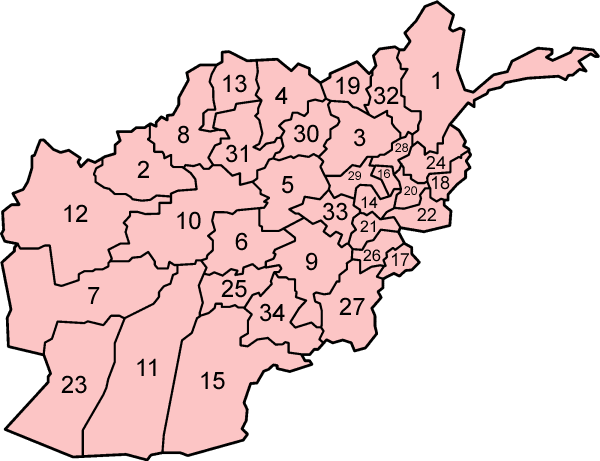
Afganisztán 34 tartománya

Az ország közigazgatása harmincnégy tartományra (ولایت – velájat) oszlik, minden tartományban tartományi központ. A tartományok további körzetekre (ولسوالۍ) bomlanak, egy-egy városközponttal.
A tartományi kormányzót az afgán belügyminisztérium rendeli ki, irányítása alá tartoznak a körzeti megbízottak, prefektusok. A tartományi kormányzó képviseli az afganisztáni központi kormányzatot, ő felelős az adminisztrációs és diplomáciai feladatokért egyaránt. A tartományi rendőrfőkapitányt az afgán hadügyminisztérium nevezi ki, aki a kormányzóval működik együtt a tartományi körzetek és településeik feletti igazságszolgáltatás érvényesítésében.
Kabul az ország fővárosa és egyben legnagyobb városa, Kabul tartomány központja is, az afgán központi kormányzás székhelye.
Afganisztán tartományai (a dőlt betűvel írtak pastu nyelvűek, a jelenlegi átírásuk nem pontos; a kurzivitás nélküliek dari nyelvűek):
| - 1. Badahsán - 2. Bádgesz - 3. Baglán - 4. Balh - 5. Bámiján - 6. Dájkondi - 7. Faráh (pastu: فراه) - 8. Farjáb - 9. Gazni (pastu: غزني) | - 10. Gur - 11. Helmand - 12. Herát - 13. Dzsauzdzsán - 14. Kabul - 15. Kandahár - 16. Kapisza - 17. Hoszt (pastu: خوست) - 18. Kunar (pastu: کونړ) | - 19. Kunduz (pastu: كندز) - 20. Lagmán (pastu: لغمان) - 21. Logar - 22. Nangarhar (pastu: ننګرهار) - 23. Nímrúz - 24. Nurisztán - 25. Uruzgán (pastu: اروزګان, vagy روزګان) - 26. Paktia (pastu: پکتيا) - 27. Paktika (pastu: پکتیکا) | - 28. Pandzsír - 29. Parván (pastu: پروان) - 30. Szamangán - 31. Szári-Pul - 32. Tahár - 33. Vardak (pastu: وردګ) - 34. Zábol |

### Védelmi rendszer

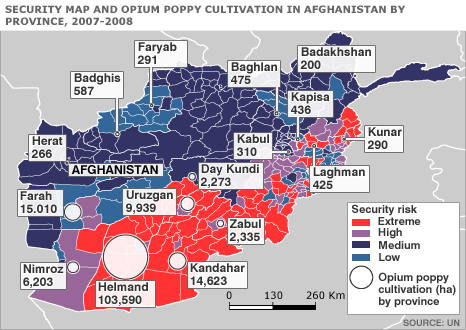
Afganisztán közbiztonságának térképe és a mák (ópium) termesztési területei 2007–2008-ban

## Népesség

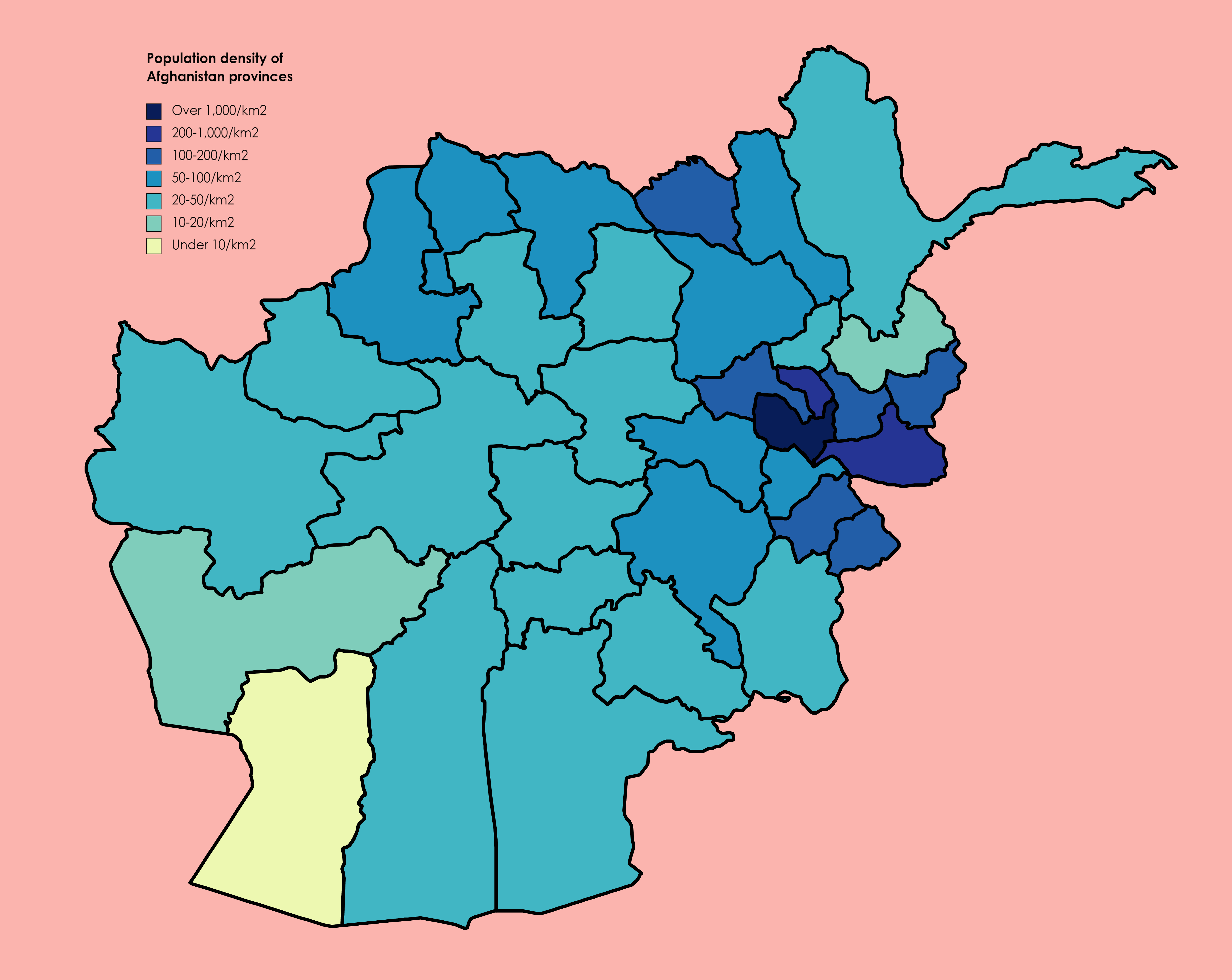
Afganisztán népsűrűségi térképe 2020-ban

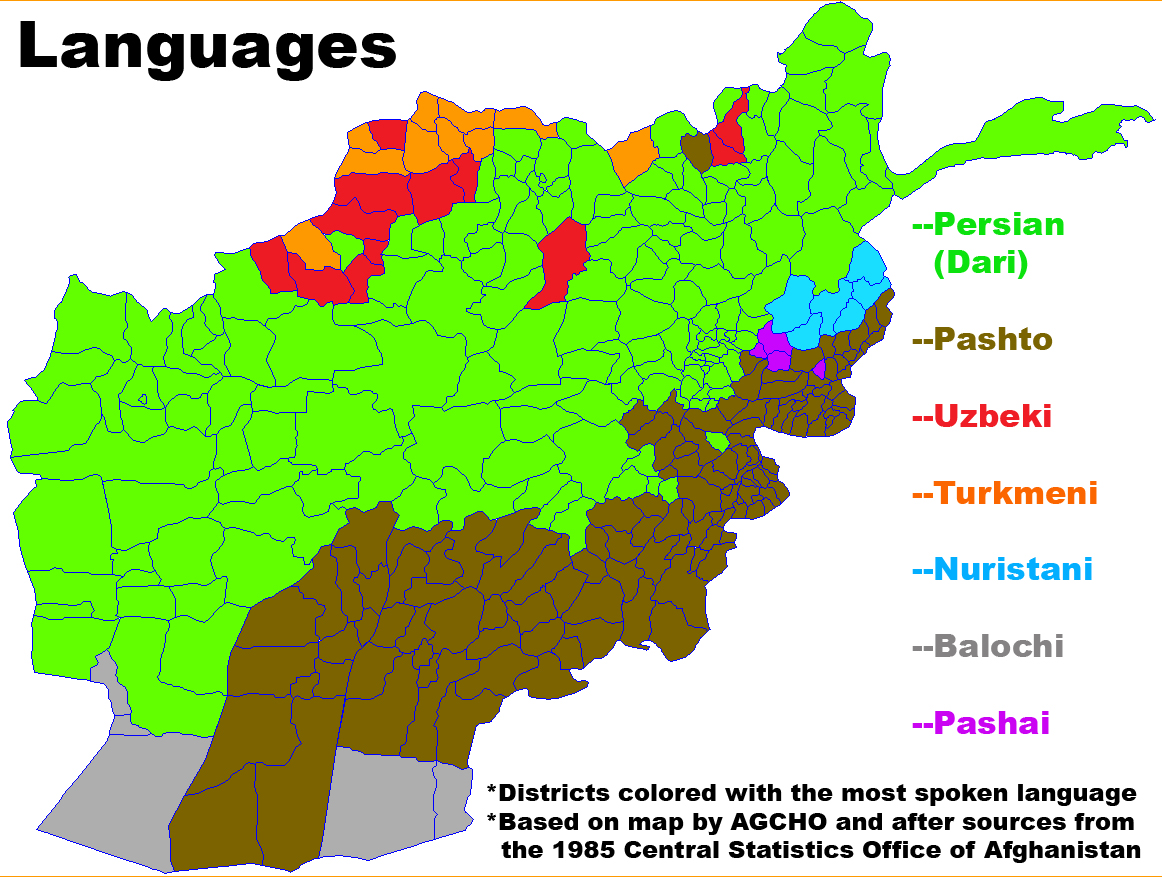
Afganisztán domináns nyelvei körzetenként térképen

Afganisztán etnikai térképe körzetenként
Pastu
Tádzsik
Hazara
Üzbég
Türkmén
Nurisztáni

| afgán perzsa (dari) pastu üzbég türkmén | nurisztáni beludzs pasaji |

### Általános adatok
- Népesség: 37,4 millió fő (2021)
- Népességnövekedési ráta: 2,4 % (2010-es évek) [57]

Egyéb adatok:
- Várható átlagos élettartam: 51 év (2015-ben)
- 2015-ben a 15 év felettiek 38%-a tud írni-olvasni (férfiak: 52%-a, nők: 24%-a)

A 2010-es évek végén a népesség kb. 24-27 %-a városlakó, kb. 71 % vidéken él, a maradék pedig nomád. Ekkor mintegy 3 millió afgán ideiglenesen a szomszédos Pakisztánban és Iránban tartózkodott. 2013-ban Afganisztán volt a legnagyobb menekülttermelő ország a világon, ezt a címet ekkor már három évtizede tartották.
A népesség növekedési üteme Fekete-Afrikán kívül a világon az egyik legnagyobb. Ha a jelenlegi népesedési tendenciák folytatódnak, a népesség 2050-re várhatóan eléri a 82 milliót.

### Népességének változása
| Lakosok száma | 8 774 440 | 9 990 125 | 11 644 377 | 15 500 000 | 11 528 977 | 12 612 043 | 19 021 226 | 24 018 682 | 28 397 812 | 41 454 761 |
|               | 1960      | 1966      | 1972       | 1979       | 1985       | 1991       | 1997       | 2004       | 2010       | 2023       |

### Nyelvi megoszlás
Két hivatalos nyelv: afgán perzsa (dari) (50%) és a pastu (35%).
A hivatalos nyelveken kívül türk nyelvek (elsősorban üzbég és türkmén, a lakosság kb. 11%-a), valamint 30 kisebb nyelv (4%) beszélt. Sokan kétnyelvűek.

### Etnikai megoszlás
Az ország képe etnikai szempontból hihetetlenül sokszínű. Az államnak nevet adó afgán, más néven pastu nép a legnagyobb létszámú. Azonban még ők sem érik el a lakosság felét sem, az ország népességének a 42%-át teszik ki. A szomszédos Tádzsikisztán többségi népcsoportját adó tádzsikok 27%-át adják a lakosságnak. A velük rokon hazarák (akik tádzsikul (perzsául) beszélnek és akiknek az őseik Dzsingisz kán hadseregének katonáiként Mongóliából érkeztek, majd telepedtek le ) 9%-ot, míg a türk nyelvcsaládba tartozó üzbégek 9%-os arányt képviselnek. További kisebb népcsoportok: ajmák 4%, türkmének 3%, beludzsok 2%. A fennmaradó 4%-ot a nurisztániak, illetve a szintén török nyelveket beszélő, ám mongoloid, egymással rokonságban álló kazak és kirgiz népek teszik ki.

### Vallási megoszlás
Afganisztánt szinte teljesen (99%) muszlimok lakják. A többség  hanafita szunnita, a becslések szerint körülbelül 80%. Kb. 15–20% imámita síita. A legtöbb síita az ország középső részein, valamint nyugaton és olyan városokban él, mint Kabul, Mazar-i-Sharif, Herat és Ghazni.
A szunnita muszlimok között vannak szúfik is. A legtöbb szúfi a naqshbandi és a qadiri szúfi rend tagja.
Elenyészően más vallásúak is vannak.
Az afgán jog – a sáriával összhangban – halállal bünteti az iszlámról más vallásra való áttérést (aposztázia). Bár a vallási kisebbségekhez tartozó szikh és hindu csoportok tagjait általános, módszeres üldözés nem sújtja, a bahái hitű hívők esetében – akiket istenkáromlónak tartanak – módszeres üldöztetésről beszélhetünk. A 2021-es hatalomátvételt követően ismét keresztényüldözés kezdődött.

## Gazdaság

Mákültetvény egy amerikai katonával

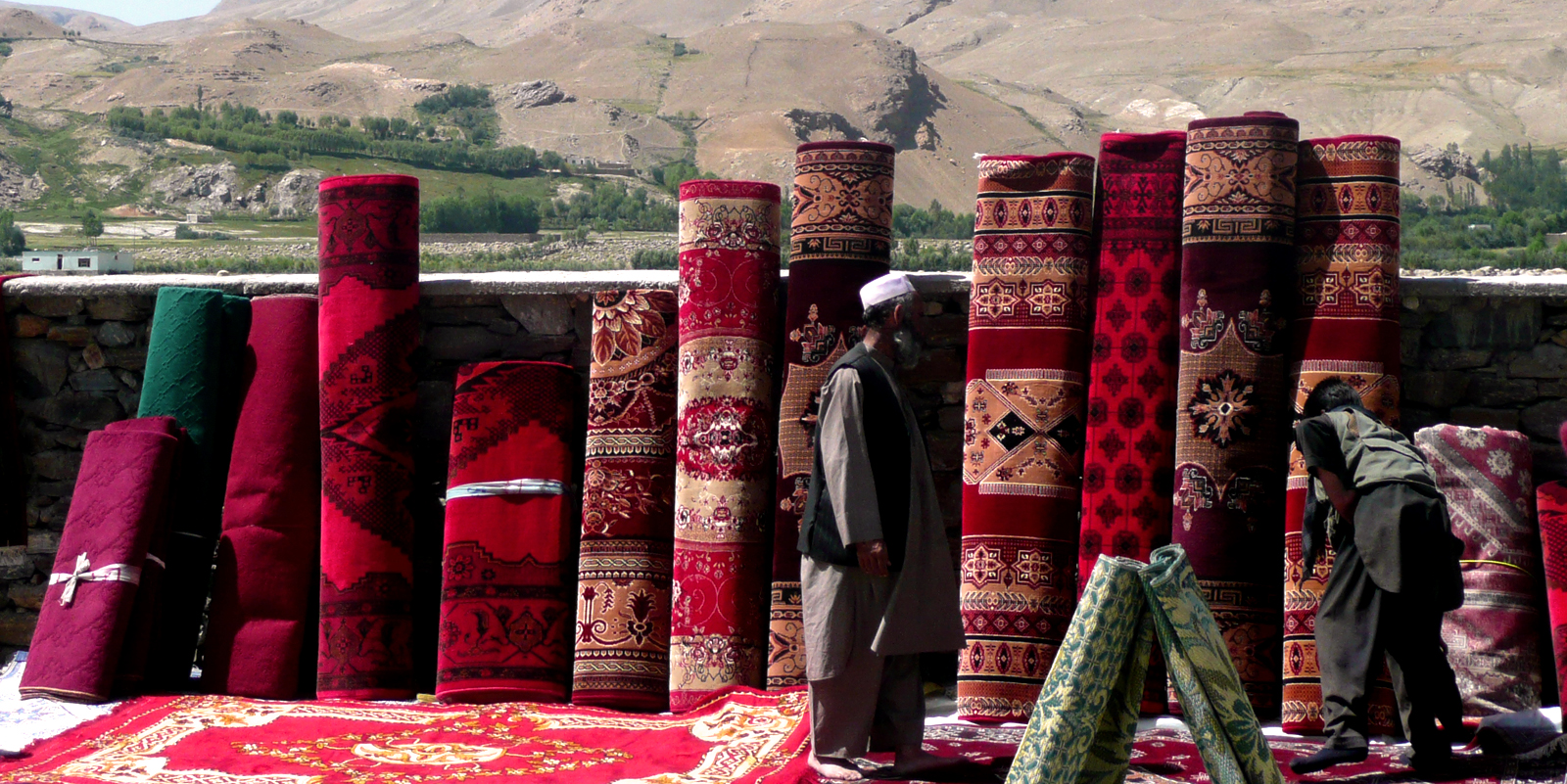
A szőnyeg az ország egyik legfontosabb exportcikke

### Általános adatok
Gazdaság: elmaradott agrárország, a legkevésbé fejlett országok közé tartozik.
- A lakosság foglalkozása (2008-2009:[61] mezőgazdaság: 78,6%, ipar: 5,7%, szolgáltatások: 15,7%. Munkanélküliség kb. 35%-os (2008-ban). A lakosság kb. 36%-a él a szegénységi küszöb alatt (2008).
- A GDP összetétele szektoronként, 2012-ben:[61] mezőgazdaság: 24,6%, ipar: 21,8%, szolgáltatások: 53,5% . (Az adatok nem tartalmazzák a mák - ópium termesztést)

### Gazdasági ágazatok

#### Mezőgazdaság
A népesség 12%-a az ország határain túlra nyúló területen nomád, félnomád állattenyésztést folytat (juh, kecske). Az öntözött területeken és a hegyvidéki völgyekben dúsan fejlődnek a gabonafélék, de különösen a gyümölcs- és zöldségfélék.
Az ország a világ egyik legnagyobb máktermelője, a mákból illegálisan készülő ópium a legfontosabb helyi jövedelemforrás. 
2000 júliusában a tálib rezsim betiltotta a mákalapú ópiumtermesztést, de a 2001-es bukásuk után a termelés ismét emelkedett és 2004 után már magasabb volt, mint a korábbi években.
Az ENSZ 2003-as becslése alapján Afganisztán GDP-jének több mint 50%-át a kábítószer-termelés adta.

#### Ipar
Fő ágazatok: textil- és ruházati ipar, szappan-, bútor-, cipő-, műtrágyagyártás, élelmiszeripar, cementgyártás; szőttesek, szőnyegek készítése.
Gazdag ásványi nyersanyagkészletei kiaknázatlanok gyémánt-, feketekőszén-, földgáz-, szén-, réz- és kősóbányászata jelentős.

#### Külkereskedelem
- Exporttermékek: gyümölcs, kéziszőttes, bőráruk, gyapjú, pamut, ópium, feldolgozatlan drágakövek.
- Importtermék: általános élelmiszeripari termékek, olaj és olajszármazékok, ipari termékek, gépek, szerszámok.

Legfőbb partnerek 2019-ben:
- Export:  Egyesült Arab Emírségek 45%,  Pakisztán 24%,  India 22%
- Import:  Egyesült Arab Emírségek 23%,  Pakisztán 17%,  India 13%, Kína 9%, Egyesült Államok 9%, Üzbegisztán 7%, Kazahsztán 6%

## Közlekedés

### Közút
A nemzeti úthálózatának nagy része az 1960-as években épült, de az 1980-as és 90-es évek háborúiban tönkrement. Az elmúlt évtizedekben új utakat és hidakat építettek, hogy elősegítsék a szállítást és a szomszédos országokkal folytatott kereskedelmet. 2008-ban mintegy 700 ezer járművet regisztráltak Kabulban.

### Vízi
Afganisztánnak nincs tengeri kikötője, de az Amu Darja folyó, amely Türkmenisztánnal, Üzbegisztánnal és Tádzsikisztánnal határának közös része, jelentős forgalmat bonyolít.

### Légi
Az országnak 2020-ban körülbelül 46 repülőtere van. Közülük huszonkilenc burkolt kifutópályával rendelkezik.
Az ország fő légi kapuja a kabuli nemzetközi repülőtér.

## Telekommunikáció
| Hívójel prefix | T6, YA |
| ITU zóna       | 40     |
| CQ zóna        | 21     |

## Kultúra

### Oktatási rendszer
Az afganisztáni oktatás magában foglalja az alapoktatást, a középiskolát és a felsőoktatást. Az országban több mint 16 ezer iskola és nagyjából 9 millió diák van. Ennek körülbelül 60%-a férfi és 40%-a nő. A 2021-ben hozott új rendszer azonban megtiltotta a lányoknak és a tanárnőknek, hogy visszatérjenek a középiskolákba.
Afganisztán legjobb egyetemei az Amerikai Afganisztáni Egyetem (AUAF), majd a Kabuli Egyetem (KU), mindkettő Kabulban található.
2018-ban a 15 éves és annál idősebb népesség írástudási aránya csak 43% volt (a férfiak 55,5%-a, a nők közel 30%-a tud írni-olvasni).

### Művészet
Afganisztán területén a legrégibb koroktól kezdve egészen az iszlám koráig a művészetet a keletről és nyugatról érkező hatások állandó keveredése jellemezte.
E művészet egyik legrégibb tanúja a mundigaki lelőhely. Az itteni kerámiákon a Kr. e. 4. évezredtől fogva iráni hatás figyelhető meg. Egy évezreddell később, a fénykorát élő település kerámiáin már az Indus-völgyi kultúra hatása is kimutatható, az iráni mellett.
A baktriai királyság hellenisztikus városa, Ai-Khanúm híven őrzi a görög törzsek nyomát. A kusánokat eklekticizmus (a begrámi kincs, melyben Han-kori lakkozott kínai tárgyak, görög-római bronzok, és Amáratvai elefántcsont faragványai gyűltek össze) és vallásosság jellemezte, ez utóbbi hatására számos kolostor épült, ahol kibontakozhatott a görög-buddhista művészet. A shotoraki kolostor több kőépítményből áll, melyeket, egy nagyobb és négy kisebb sztúpa vesz körül. Haddában stukkóból vagy agyagból van a díszítés, míg a bámijáni monostoregyüttest sziklába vájták.
A 13. századi tatár pusztítások ellenére érdekes iszlám kori maradványok találhatók az országban. Jelentős középkori iskolák, (mint például ghanzi vidékének 12. században épült minaretjei mozaiktégla díszítésükkel, falfestménytöredékükkel a Lahári Bazár palotáiból)létezéséről is tanúskodnak. A Timurida uralom idején, a híres festészeti iskoláknak köszönhetően, melynek mestere a miniatúrafestő Bizhád volt, Herád település élte a fénykorát.

### Hagyományok, társadalom
Az afgánok közös kulturális jellemzőkkel rendelkeznek, de az ország régiói eltérnek egymástól, mindegyiknek sajátos kultúrája van, részben az országot megosztó földrajzi akadályok miatt. A család az afgán társadalom fő alapja, a családok élén gyakran egy ún. pátriárka áll. A déli és keleti régióban az emberek a pastu kultúra íratlan szabályai szerint élnek. A kultúra hagyományai közé tartozik a vendégszeretet, a menedék biztosítása a rászorulóknak és a vérbosszú.
A nép erősen vallásos is, de a vallási értelmezések bizonyos mértékben eltérőek lehetnek az ország különböző részein, a közösségek, családok és egyének között. Az ország alkotmány kimondja, hogy „semmilyen törvény nem lehet ellentétes az iszlám szent vallásával”.
A helyi vallási vezetés a mollahok kezében van, akik a helyi mecsetekben imádkoznak, az iszlámra tanítják a gyerekeket, és alamizsnát osztanak a szegényeknek.

#### A nők helyzete
A pastu törzsi nők hagyományos viselete a teljes testet eltakaró fátyla, a burka. A többi afgán muszlim nő hagyományos viselete a csador.
A csador viselete nem kötelező az iszlám országokban. A burka viseletét a hatalmon levő tálibok tették kötelezővé az országban. A divatosan öltözködő muszlim lányok, nők (a 2010-es években) hidzsábot (fejkendőt) viseltek.
A felnőtt afgán nők csupán 12-15%-a írástudó és ezek közül is csak egy elenyészően kis hányada dolgozik munkahelyen. A társadalom hagyományosan patriarchális típusú társadalmi rend, ahol a jogbiztonság hiánya jellemző.
Az elmúlt években az afgán vezetés erőfeszítéseket tett a nemi egyenjogúság előmozdítására, melynek eredményeképp csekély mértékben nőtt a nők közszférában való részvétele.
A nők mozgásszabadsága azonban továbbra is súlyosan korlátozott, különösen az ország vidéki részein, ahol nők a családi házat csak nagyon ritkán hagyhatják el. A városokban a mozgás kevésbé korlátozott, azonban legtöbbször férfi kísérőt (mahram ) igényel. Sok nő nem jelenti az őt ért erőszakot - a megtorlástól tartva - különösen ha az a családon belül történt.
Vidéken továbbra is széles körben elterjedt hagyomány, hogy a nászéjszaka után a férjnek közszemlére kell bocsátani a véres lepedőt, ami a feleség szüzességének bizonyítéka. Amennyiben a feleség nem bizonyul szűznek, azonnali válás, kitagadás, bántalmazás vagy esetleg halál fenyegeti.
Vidéken a nők jelentős része a családi otthonon kívül továbbra is burkát visel, amelyből csak egy rácsos anyagon lehet kilátni. Bár a nagyvárosokban a tálibok 2001-es bukása után jóval kevesebben viseltek burkát, a szigorúan decens öltözködés és a fejkendő viselése itt is szigorú elvárás.

### Gasztronómia

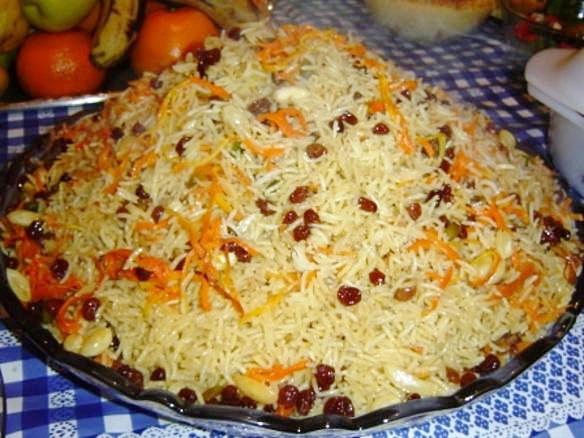
Afgán piláf

Az afgán konyhát perzsa, indiai, török, arab és közép-ázsiai gasztronómia befolyásolja a kulturális hatások és történelmi kapcsolatok miatt. A konyha olyan gabonafélékre alapul, mint a búza, árpa, kukorica és rizs. Ezekhez társulnak gyümölcsök és tejtermékek. Elterjedt itt is a naan nevű közép-ázsiai laposkenyér.
A nemzeti étel a piláf. Az afgán piláf rizsből, mazsolából, sárgarépából, dióból, valamint bárány- és marhahúsból készül, de vannak egyéb változatok is az afgán piláfra, amelyekben akár karamellizált cukrot vagy gyümölcsöt használnak. Bizonyos afgán piláfok húsmentesek.
Az afgán konyha Indiából vette át az erőspaprikát, Iránból a mentát és koriandert, tésztaféléket Üzbegisztánból és Kínából, a piláfot Közép-Ázsiából. A rizs a legtöbb étel alapvető összetevője.
Afganisztánban, mint muszlim országban tilos az alkoholfogyasztás. Ennek ellenére az ország történelmének egy-egy periódusában mégis elterjedni látszott, noha majdnem minden regnáló aktuális hatalom tiltotta. Ilyen volt az amerikai megszállás időszaka, amikor a törvény ellenére több helyen állítottak elő az országban üzemi szinten szeszesitalokat. A tálibok újbóli hatalomra jutásakor ez ellen újból kemény és szigorú intézkedéseket hoztak, az alkoholkészítést felszámolták és a készleteket megsemmisítették.
A tea elemi része a gasztronómiának, a nap bármely szakaszában fogyasztják és a vendégszeretet kifejező eszköze.

## Sport
Az országban igen népszerű sportág a krikett, főleg az 1990-es évek óta, amikor is számos afgán, aki korábban a szovjet megszállás elől menekült Pakisztánba, hazatelepült Afganisztánba, és elterjesztette ezt a Pakisztánban már régóta népszerű sportot. Néhány évtizeden belül az afgán krikettválogatott a világ legerősebb csapatai közé küzdötte fel magát.

### Labdarúgás
A tálib rezsim alatt 2001-ig a labdarúgásra vonatkozó tilalom is életben volt. Az afgán labdarúgó-válogatott 2002-ben tért vissza a nemzetközi színtérre.

## Naptár
Az ország hivatalos naptára az iráni naptár, amely sokban hasonlít a Gergely-naptárra, azonban a noruz (perzsa újév) napja a tavaszi napéjegyenlőség, ami egy hosszú ünnepség kezdete.

## Ünnepek
Az ország hivatalos ünnepei:
| Dátum         | Név                        | Megjegyzés                                             |
| ------------- | -------------------------- | ------------------------------------------------------ |
| Február 15    | A felszabadulás napja      |                                                        |
| Március 21.   | újév                       | az újév napja mindig a márciusi napéjegyenlőségre esik |
| Április 28.   | Mudzsahedin győzelem napja |                                                        |
| Augusztus 19. | Függetlenség napja (1919)  |                                                        |
| változó       | Maulid                     | Mohamed próféta születésnapjának ünnepe                |
| változó       | Eid ul-Fitr                | A böjt megtörésének ünnepe                             |
| változó       | A mártírok napja           |                                                        |
| változó       | Arafa-nap                  | Az iszlám egy szent ünnepe                             |
| változó       | Eid al-Adha                | Áldozati ünnep                                         |

## Turizmus
Afganisztán a beutazás és ott tartózkodás szempontjából - a magyar külügyminisztérium tájékoztatása alapján - az "utazásra nem javasolt" kategóriába tartozik.
Az Afganisztánba utazóknak erősen javasolt védőoltásai:
- Hastífusz
- Hepatitis A (Az egész országban nagy a fertőzésveszély).
- Hepatitis B (Az egész országban közepes a fertőzésveszély).

A malária megelőzésére tabletta van (az északnyugati, nyugati, délnyugati és déli országrészeken nagy a kockázata a megbetegedésnek).
Javasolt védőoltások, bizonyos területekre történő utazásokkor:
- Kolera

Kötelező oltás a sárgaláz elleni oltás, ha fertőzött országból érkezik/országon át utazik valaki.

## Fordítás
- Ez a szócikk részben vagy egészben  a   Public holidays in Afghanistan című angol Wikipédia-szócikk fordításán alapul.  Az eredeti cikk szerkesztőit annak laptörténete sorolja fel. Ez a jelzés csupán a megfogalmazás eredetét és a szerzői jogokat jelzi, nem szolgál a cikkben szereplő információk forrásmegjelöléseként.